# Pròcul (metge)
Pròcul (en llatí Proculus o també Proclus en grec Πρόκλος) va ser un metge que probablement va néixer a Rhegium, a Calàbria. Formava part del poble dels brucis.
Era de l'escola mèdica dels "metòdics" i hauria nascut al segle i, ja que era més jove que Tèssal de Tral·les i més gran que Galè. És, sens dubte, el mateix metge que Celi Aurelià cita amb el nom de Proculus, i diu que va ser un dels deixebles de Temisó de Laodicea, i que va publicar un llibre sobre els diferents tipus d'hidropesia.
Paule Egineta i Joan Actuari citen un Proclus o Proculus que podria ser aquest Pròcul, i diuen que va publicar textos sobre com curar la gota i la ciàtica.